# Westereenders
Westereenders is een taalvariant van het Woudfries die gesproken wordt in en om Zwaagwesteinde (Fries: De Westereen). De meest in het oog springende eigenschap is het gebruik van 'ee' waar het Woudfries een 'ei' of 'ij' gebruikt.

## Voorbeelden
| Westereenders | Standaardfries | Nederlands |
| treen         | trein          | trein      |
| ween          | wein           | wagen      |
| free          | frij           | vrij       |
| sneë          | snije          | snijden    |

De i in de werkwoorden lizze en sizze en in de eerste persoon enkelvoudsvormen worden verruild voor een e. Dit is een verschijnsel wat in de rest van de woudstreek ook veelvuldig voorkomt.
| Westereenders | Standaardfries | Nederlands |
| leze          | lizze          | liggen     |
| ik lees       | ik lis         | ik lig     |
| seze          | sizze          | zeggen     |
| ik sees       | ik sis         | ik zeg     |

Bij het verfriesen van de plaatsnamen heeft de gemeente Dantumadeel gekozen voor De Westereen als officiële naam voor het dorp. Dit in plaats van het Standaardfriese De Westerein. De Standaardfriese benaming, alsook het oorspronkelijk Nederlandse Zwaagwesteinde zijn tegenwoordig ongebruikelijk. 